# Kateryna Volodko
Kateryna Volodymyrivna Volodko (nascida Bondarenko; em ucraniano:  Катерина Володимирівна Бондаренко; nascida em 8 de agosto de 1986) é uma tenista ucraniana. 
Ela foi campeã de duplas no Australian Open de 2008, ao lado de sua irmã Alyona. Kateryna é a irmã mais nova das tenistas profissionais Valeria [en] e Alyona.
Ela joga com a mão direita e se tornou profissional em 2000. Suas classificações mais altas de carreira em simples e duplas são a 29ª e a 9ª posição do mundo, respectivamente.
Seu melhor desempenho no Grand Slam em simples foi chegar às quartas de final no US Open de 2009.
Ao longo de sua carreira, Bondarenko derrotou as seguintes jogadoras Top 10: Elena Dementieva, Sara Errani, Ana Ivanovic, Garbiñe Muguruza, Li Na, Agnieszka Radwańska, Roberta Vinci e Venus Williams.
Casada com Denis Volodko desde 2011, em 2022, ela decidiu mudar seu nome para Kateryna Volodkono no registro da WTA.

## Carreira profissional

### 2023:
No primeiro semestre Volodko participou de torneios menores da ITF, sendo o seu melhor resultado o título no torneio de US$ 25k em Nonthaburi na Tailândia. Depois disso seu melhor resultado veio em setembro em um torneio de US$ 100k em Tóquio, no qual chegou à semifinal onde perdeu para Viktorija Golubic em sets diretos. Nesse mesmo mês, ela tentou as qualificatórias para os torneios WTA 250 de Osaka, de Guangzhou e de Ningbo, no entanto, não foi bem sucedida em nenhuma delas. Em sua próxima tentativa, no Zhengzhou Open, ela passou pela qualificatória, mas perdeu sua partida de estreia na chava principal para a favorita local Zheng Qinwen em sets diretos.

## Finais da WTA

### Simples: 1 (1 título, 0 vice)
| Campeã — Legenda (pre/pos 2010)              |
| -------------------------------------------- |
| Grand Slam (0–0)                             |
| WTA Tour (0–0)                               |
| Tier I / Premier Mandatory & Premier 5 (0–0) |
| Tier II / Premier (0–0)                      |
| Tier III, IV & V / International (1–0)       |

| Títulos por Piso |
| ---------------- |
| Duro (0–0)       |
| Grama (1–0)      |
| Saibro (0–0)     |
| Carpete (0–0)    |

| Posição | N. | Data          | Campeonato                           | Piso  | Oponente         | Placar                  |
| ------- | -- | ------------- | ------------------------------------ | ----- | ---------------- | ----------------------- |
| Campeã  | 1. | 15 Junho 2008 | DFS Classic, Birmingham, Reino Unido | Grama | Yanina Wickmayer | 7–6(9–7), 3–6, 7–6(7–4) |

### Duplas: 7 (3 títulos, 4 vices)
| Campeã — Legenda (pre/pos 2010)              |
| -------------------------------------------- |
| Grand Slam (1–0)                             |
| WTA Tour (0–0)                               |
| Tier I / Premier Mandatory & Premier 5 (0–0) |
| Tier II / Premier (1–0)                      |
| Tier III, IV & V / International (1–4)       |

| Títulos por Piso |
| ---------------- |
| Duro (2–2)       |
| Grama (0–0)      |
| Saibro (1–2)     |
| Carpete (0–0)    |

| Posição | N. | Data              | Campeonato                                           | Piso     | Parceira         | Oponentes                                 | Placar        |
| ------- | -- | ----------------- | ---------------------------------------------------- | -------- | ---------------- | ----------------------------------------- | ------------- |
| Campeã  | 1. | 26 Janeiro 2008   | Aberto da Austrália, Melbourne, Austrália            | Duro     | Alona Bondarenko | Victoria Azarenka Shahar Pe'er            | 2–6, 6–1, 6–4 |
| Campeã  | 2. | 10 Fevereiro 2008 | Open Gaz de France, Paris, França                    | Duro (i) | Alona Bondarenko | Vladimíra Uhlířová Eva Hrdinová           | 6–1, 6–4      |
| Vice    | 1. | 16 Janeiro 2009   | Moorilla Hobart International, Hobart, Austrália (1) | Duro     | Alona Bondarenko | Gisela Dulko Flavia Pennetta              | 2–6, 6–7(4–7) |
| Vice    | 2. | 6 Julho 2009      | GDF Suez Grand Prix, Budapeste, Hungria              | Saibro   | Alona Bondarenko | Alisa Kleybanova Monica Niculescu         | 4–6, 6–7(5–7) |
| Campeã  | 3. | 13 Julho 2009     | ECM Prague Open, Praga, Rep. Tcheca                  | Saibro   | Alona Bondarenko | Iveta Benešová Barbora Záhlavová-Strýcová | 6–1, 6–2      |
| Vice    | 3. | 15 Janeiro 2011   | Moorilla Hobart International, Hobart, Austrália (2) | Duro     | Līga Dekmeijere  | Sara Errani Roberta Vinci                 | 3–6, 5–7      |
| Vice    | 4. | 1 Maio 2015       | Sparta Prague Open, Praga, Rep. Tcheca               | Saibro   | Eva Hrdinová     | Belinda Bencic Kateřina Siniaková         | 2–6, 2–6      |